# Adolfo Valencia Mosquera
Adolfo Valencia Mosquera, també conegut com a Tren Valencia (Buenaventura, Colòmbia, 6 de febrer de 1968) és un futbolista colombià, ja retirat, que ocupava el lloc de davanter.

## Trajectòria
Fins en set països diferents va jugar Valencia al llarg de la seua carrera esportiva, i en tots ells va deixar la seua empremta golejadora. Passa per ser un dels davanters colombians més reconeguts de la dècada dels 90, tot i així, no va arribar a triomfar a Europa encara que va disputar lligues tan competitives com la italiana, l'alemanya o l'espanyola.

### Equips
- 1988 - 1993 Independiente de Santa Fe, Colòmbia
- 1993 - 1994 Bayern Múnic, Alemanya (26 - 11 gols)
- 1994 - 1995 Atlètic de Madrid, Espanya (23 - 6 gols)
- 1995 - 1996 Independiente de Santa Fe, Colòmbia (22 - 11 gols)
- 1997 América de Cali, Colòmbia (19 - 9 gols)
- 1997 - 1998 AC Reggiana, Itàlia (23 - 4 gols)
- 1998 - 1999 Independiente Medellín, Colòmbia (22 - 11 gols)
- 1999 - 2000 PAOK, Grècia (27 - 8 gols)
- 2000 - 2001 MetroStars, Estats Units (48 - 21 gols)
- 2002 Independiente de Santa Fe, Colòmbia (28 - 11 gols)
- 2002 Zhejiang Lucheng, Xina (31 - 14 gols)
- 2003 Unión Atlético Maracaibo, Veneçuela (7 - 4 gols)
- 2003 - 2004 Zhejiang Lucheng, Xina (6)

## Selecció
Valencia va ser un dels puntals de la selecció colombiana de futbol de la dècada dels 90 i va vestir la samarreta nacional 37 vegades entre 1992 i 1998, marcant un total de 14 gols.
Va formar part del combinat colombià que va assolir la tercera plaça a la Copa Amèrica de 1993 i va participar en els Mundials dels Estats Units 1994 i de França 1998.